# Survio
Survio ist eine Online-Plattform zur Erstellung von Umfragen, die in 15 Sprachen weltweit zugänglich ist. Sie funktioniert als ein Online-Dienst (SaaS) und beinhaltet auch Instrumente für Distribution und detaillierte Analyse der Antworten auf Fragen.

## Geschichte
Survio entstand im Jahr 2012. Das Projekt gründeten Ondřej Coufalík und Martin Pavlíček. Sie kamen auf die Idee zu Survio schon im Jahr 2008, als Pavlíček im Krankenhaus lag und einige Papierformulare ausfüllen musste. Im selben Jahr gründeten sie die Firma Global Business IT, einen Vorgänger von Survio. Im South Moravian Innovation Center entwickelten sie die Idee weiter.

### Entwicklung
Bis 2012 investierte die Gesellschaft Webnode in Survio, die einen 35-%-Anteil für 1 500 000 Tschechische Kronen kaufte. Während des ersten Jahres nach der Gründung gewann Survio 100.000 Benutzer aus 124 Ländern. In dieser Zeit fing Survio an, seine Dienste in 11 Sprachen anzubieten. Im ersten Jahr überschritt Survio die Grenze von 100 Millionen Antworten.

## Dienste
Survio bietet die Erstellung von eigenen Umfragen oder Verwendung von fertigen Schablonen. Die erstellte Umfrage können die Benutzer auf ihre Internetseite oder ihr Facebook-Profil anhängen und die Ergebnisse online im Webbrowser beobachten.
Außer einfacher Erstellung von Umfragen, Qualität, Übersichtlichkeit von Outputs und Benutzerfreundlichkeit zeichnet sich Survio auch durch Kundenbetreuung aus. Der Dienst steht auch per Telefon oder E-Mail zur Verfügung. Von Survios Funktionalitäten inspirieren sich auch andere Mitbewerber auf dem Markt, beispielsweise SurveyMonkey.
Survio zielt vor allem auf Studenten und kleine und mittlere Firmen ab. Der Dienst eignet sich auch für Behörden, Bibliotheken oder Schulen. Die Grundversion ist kostenlos, aber Survio bietet auch bezahlte Premium-Versionen an.

## Kunden
Zu den Kunden von Survio gehören nicht nur Studenten, kleine und mittlere Unternehmen und Behörden, sondern auch große internationale Gesellschaften wie zum Beispiel Microsoft, Oriflame, die University of Chicago, Renocar oder Hartmann-Rico. Zurzeit läuft auch ein Programm für Bibliotheken in Zusammenarbeit mit Česká národní knihovna und KISK.